# Nachal Kochav
Nachal Kochav (hebrejsky: נחל כוכב) je vádí v severním Izraeli, na pomezí Dolní Galileji a údolí řeky Jordán.
Začíná v nadmořské výšce okolo 200 metrů na severovýchodním okraji náhorní planiny Ramat Kochav, nedaleko od archeologického a turistického areálu Belvoir (zvaného též Kochav ha-Jarden) a pramene Ejn Kochav (עין כוכב). Ramat Kochav je neosídlenou náhorní plošinou, jejíž odlesněná vrcholová partie je zemědělsky využívána. Jde o nejzazší výběžek Dolní Galileje, který na severní, východní i jižní straně prudce spadá do příkopové propadliny v povodí řeky Jordán. Pouze na západní straně plynule přechází do planiny Ramot Isachar. Vádí směřuje k severovýchodu po prudkých, bezlesých svazích a sestupuje do údolí vádí Nachal Tavor, do kterého ústí zprava necelé 2 kilometry jihozápadně od vesnice Gešer.